# O.W. Louhivuori
Oskari Wilho Louhivuori (hette fram till 1905 Oskar Wilhelm Lohtander), född 18 september 1884 i Kuopio landskommun, död 1 juli 1953 i Helsingfors, var en finsk professor, kansler, försäkringsman och politiker.
Louhivuori var chef för socialexpeditionen i den s.k. självständighetssenaten från 1917 till 1918 och riksdagsman mellan 1917 och 1919. Under finska inbördeskriget gömde han sig i Helsingfors undan en arresteringsorder utfärdad av de röda, tillsammans med Kyösti Kallio, Onni Talas, Arthur Castrén.
O. W. Louhivuori var verkställande direktör för livförsäkringsbolaget Salama mellan 1916 och 1936 och professor vid Helsingfors handelshögskola mellan 1932 och 1952, rektor 1945–52, kansler 1952–53.